# Pyrausta mandarinalis
Pyrausta mandarinalis là một loài bướm đêm trong họ Crambidae.